# Reform Klub
A Reform Klub magánszemélyek 1836-ban alapított klubja a Pall Mal déli oldalán London központjában, Angliában. Mint minden úriember klub, évtizedeken keresztül csak férfitagokból állt, de ők voltak az elsők, akik megváltoztatták a szabályaikat 1981-ben annak érdekében, hogy a nőket egyenlő jogokkal be tudják fogadni. Az 1836-os alapítása óta a Reform Klub otthont adott mindazoknak, akik progresszív politikai nézeteket vallottak, hisz a kezdetekben a tagok főként radikálisok és a Whigpárt tagjai voltak. Most már semmilyen politikai párthoz nem kapcsolódik, csupán társadalmi célokat tölt be. 
A „Reform” (ahogy köznéven ismert) jelenleg kiterjedt viszonosságot élvez több hozzá hasonló klubbal, szerte a világon. Számos külföldi taggal rendelkezik, többek között a Szent James bíróság diplomatáival. A jelenlegi kb. 2700 tagból kb. 500 külföldi és több mint 400 nő.

## Történelem
A klubot Edward Ellice alapította 1836. február 2-án, ő a Coventry parlamenti képviselője és Whig Whip tag volt. Gazdagsága a Hudson's Bay Companytől származott, célja egyedül az 1832-es reformtörvény elfogadtatása volt. Ez az új klub, ami a Parlament mindkét házának tagjai számára jött létre, az Első Reform Törvényjavaslat által képviselt radikális ötletek kinyilvánításának színtere volt: egy liberális és progresszív gondolkodás bástyája, amely szorosan kötődött a Liberális Párthoz, akik a 19. század második felében a Whig Párt utódjává váltak. 
A Brooks's Club, a régi Whig arisztokrácia központja sem képes, sem kellően felkészült nem volt a rengeteg új tag befogadására, ezért Ellice otthonában megbeszélésekre került sor, egy sokkal nagyobb klub megtervezése céljából, mely az Egyesült Királyság reformereinek társadalmi kapcsolattartását segítené. A 19. században minden olyan liberális párttag, akinek akár csak eszébe jutott, hogy csatlakozzon egy másik párthoz, le kellett mondjon a tagságáról. 
1890 és 1914 között a klubtagok 8%-ának volt valamilyen kapcsolata a banki szektorral, néhányan még igazgatósági tisztséggel is rendelkeztek. Néhány klubtag, mint például Bram Stoker és Henry Irving szoros kapcsolatban voltak olyan kiemelkedő családok liberális bankárjaival, mint a Rothschildok és a Goldschmidtek.
A Reform Klub épületét a híres építész, Sir Charles Barry tervezte, akinek terveit a Grissell & Peto építő cég kivitelezte. Az építkezés 1837-ben kezdődött és 1841-ben fejeződött be. A klub új épületét a római Palazzo Farnese alapján építették, szalonját a londoni klubok legszebbének tekintik. A Reform volt az első londoni klub, ami hálószobákat is tartalmazott, a könyvtára több mint 75 000 könyvnek ad otthont, aminek legnagyobb része politikai, történelmi és biológiai (természetről szóló) írás; az a szokás, hogy a klub tagjai adományoznak a könyvtárnak egy másolatot bármelyik könyvükből amit írtak, ezzel folyamatosan növelve a könyvtár tartalmát. 
A Reform ismert volt kiváló konyhájáról. A klub első séfje Alexis Soyer volt, az első sztárséf. A klub mai napig kínál lehetőséget étkezésre az éttermében, amit „Coffee Room”-nak neveznek. 
Egészen a 20. század elejéig (a Liberális Párt hanyatlásának kezdetéig) a Liberális Párt tagjainak és képviselőinek kötelező volt a Reform Klub tagjainak lenni, amit a nem hivatalos pártközpontnak tekintettek. 1882-ben azonban William Gladstone elnökletével létrehozták a Nemzeti Liberális Klubot, melynek célja az volt, hogy befogadóbbak legyenek a liberális eszmék támogatóival (nagyköveteivel) és az aktivistákkal szemben az Egyesült Királyságban. 

### 20. század

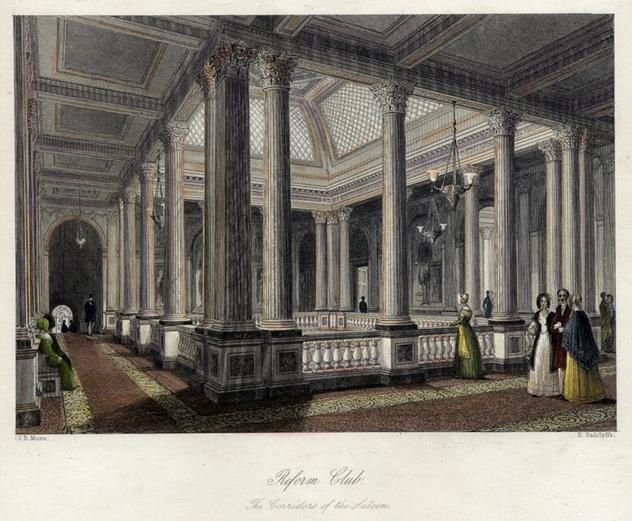
Ez az 1840-es rajz a klub szalon feletti galériát ábrázolja az első emeleten.

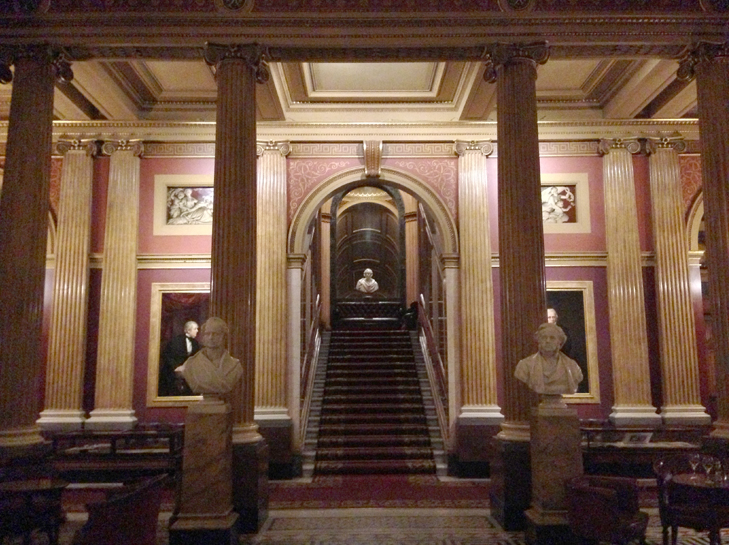
A Reform Klub szalonja (a Galéria felé vezető lépcsők)

A második világháború után tovább hanyatlott a Liberális Párt, a klub új tagjai egyre inkább köztisztviselők voltak, akik többek között a Kincstár és a Külügyminisztérium tisztviselői közül kerültek ki, akik szintén gyakran látogatták a szomszédos Travellers Clubot is. 
A klub az év szinte minden napján vendégül lát előadókat és zenei együtteseket – a meghívottak voltak például: Nick Clegg és Theresa May (2011) kormányminiszterek, John Sentamu érsek (2012),  Liu Xiaoming nagykövet (2013), valamint Alekszandr Vlagyimirovics Jakovenko és Sylvie Bermann (2014). 
Manapság a Reform Klub (aminek Charles herceg és Kamilla hercegnő is tiszteletbeli tagjai), már nem képvisel semmilyen különleges politikai nézetet, csupán társadalmi célokat tölt be.

## Irodalmi egyesületek
Amellett, hogy számos kiváló tagja volt az irodalmi világból, köztük William Makepeace Thackeray és Arnold Bennett, a Reform szerepet játszott néhány jelentős eseményben is. Ilyen volt a Robbie Ross (Oscar Wilde barátja és irodalmi szerkesztője) és Lord Alfred Douglas (Wilde ex-szeretője) közötti viszály. 1913-ban, miután felfedezte, hogy Lord Alfred ugyanabban a házban szállt meg mint ő, s célja az, hogy ellopja írásait, Ross a klubban keresett menedéket. Ross 1899-ben lett taggá avatva. Ebben a klubban vacsorázott együtt Wilde fiával Cyrillel, pár évvel azelőtt, hogy az elesett az első világháborúban. 
Harold Owen, Wilfred Owen testvére, Wilfred halála után a Reformban találkozott Siegfried Sassoon-al, aki megírta a „Lines written in the Reform Club” című versét, amit 1920 karácsonyán nyomtattak ki a klubtagoknak. Wilfred Owen, aki ugyan személy szerint nem volt a klub tagja, rendszeresen ebédelt a Reformban Sassoon és Sir Roderick Meiklejohn társaságában. 

## Megjelenések a népi kultúrában és az irodalomban
A Reform Klub megjelenik Anthony Trollope, Phineas Finn című regényében (1867). A könyv főszereplője a klub tagjává válik, ahol megismeri az Alsóház liberális tagjait, akik elintézik, hogy beválasszák őt az ír parlament tagjai közé. A könyv a politikai tartalmú Palliser sorozat egyik regénye. A regényben leírt politikai események a második reformtörvény felépítésének kitalált beszámolói, amit 1867-ben fogadtak el és tartalma már kiterjedt a munkásosztályra is. 
A klub megjelenik Verne Gyula „80 nap alatt a Föld körül” című regényében is. A főszereplő, Phileas Fogg a Reform Klub tagja, aki fogadásból Föld körüli útra indul, s a történet kiinduló és végpontja is a klub. 
Michael Palin, Verne Gyula ötletét követve, szintén a Reform Klubban kezdte és fejezte be 80 napos föld körüli televíziós útját. Akkoriban a Reform Klub már kötelezte tagjait, mint minden másik londoni klub is az 50-es évek óta, hogy a férfiak öltönyt és nyakkendőt viseljenek. Palin nem pakolt magának nyakkendőt az útra, ezért amikor visszaérkezett a klubhoz, nem engedték be őt az épületbe, így 80 napos utazása a Reform Klub küszöbén ért véget. 
A Reform Klub volt a Paula Yates-t ábrázoló fotózás helyszíne a Penthouse 1979. évi nyári számában.
A 2006-os Miss Potter filmben a viktoriánus kiadót, Norman Warne-t a Reform Klubban tett látogatásával elevenítették meg. 
A klubot számos filmben használták helyszínként, például a tőrvívós jelenethez a James Bond „Halj meg máskor” (2002) filmben, de szerepelt a „A Quiller jelentés” (1966), „Lélekszakadt hajsza” (1970), Lindsay Anderson „A szerencse fia” (1973), „Bosszúállók” (1998), „Nicholas Nickleby” (2002), James Bond „A Quantum csendje” (2008) és „Sherlock Holmes” (2009) filmekben is. A Dolphin Hotel lobbijaként is használták, Stephen King novellájának, az „1408”-nak megfilmesítésekor. 
John le Carré hidegháborús kémthrillere, a Csapda 1982-es BBC televíziós adaptációjában a főszereplő a harmadik epizód elején ellátogat a Reform Klubba, és hosszabb időt tölt a klub híres könyvtárában. 
Graham Greene „The Human Factor” című kémregényében a 3. rész, 1. fejezetének 38. oldalán a Reform Klubot az MI ügynökök találkozóhelyeként használták. A klub feltűnik a 2014-es „Paddington” című film egyik jelenetében is, amiben Hugh Bonneville játszik. Greene utolsó regényében a „The Captain and the Enemy”-ben is használja a klubot, ahol a főszereplő Jim Baxter itt ebédel meg biológiai apjával, aki a Reform Klub tagja. 
A Reform Klub és a viktoriánus korszak sztárséfje, Alexis Soyer kulcsszerepet játszanak MJ Carter regényében, a „The Devil’s Feast”-ben (2016).

## Figyelemre méltó tagok
- John Hamilton-Gordon, 1st Marquess of Aberdeen and Temair
- Donald Adamson
- H. H. Asquith
- Sir David Attenborough
- William Lygon, 7th Earl Beauchamp
- Hilaire Belloc
- Arnold Bennett
- William Beveridge
- Rt Hon Charles Booth
- Dame Margaret Booth
- Baroness Boothroyd
- Mihir Bose
- John Bright
- Henry Brougham
- Michael Brown, former Conservative MP
- Guy Burgess
- Donald Cameron of Lochiel
- Sir Menzies Campbell
- Sir Henry Campbell-Bannerman
- Samuel Carter
- Joseph Chamberlain
- Andrew Carnegie
- Sir Winston Churchill, who resigned in 1913 in protest at the blackballing of a friend, Baron de Forest
- Richard Cobden
- Albert Cohen
- Professor Martin Daunton
- Sir Arthur Conan Doyle
- Camilla, Duchess of Cornwall
- Baroness Dean of Thornton-le-Fylde
- Sir Charles Dilke
- John Lambton, 1st Earl of Durham
- Edward Ellice
- Lord Falconer
- Garret FitzGerald
- Edward Morgan Forster
- William Ewart Gladstone
- Baroness Greengross
- Sir William Harcourt
- Lord Hattersley
- Friedrich Hayek
- Nick Hewer
- Barbara Hosking
- Sir Michael Howard
- Sir Bernard Ingham
- Sir Henry Irving
- Henry James
- Sir John Jardine
- Lord Jenkins of Hillhead
- William, Earl Jowitt
- Ruth Lea
- David Lloyd George, who resigned with Churchill over Baron de Forest's blackballing
- Professor Sir Ravinder Maini
- Dame Mary Marsh
- José Guilherme Merquior
- James Moir
- James Montgomrey, a founding member
- Lord Morgan
- Sir Derek Morris
- Baroness Nicholson
- Lord Noel-Buxton
- Daniel O'Connell
- Barry Edward O'Meara
- David Omand
- Viscount Palmerston
- Dame Stella Rimington
- Frederick Robinson, 2nd Marquess of Ripon
- Bertram Fletcher Robinson
- Curtis Roosevelt
- Brian Roper
- Archibald Primrose, 5th Earl of Rosebery
- Viscount Runciman
- Lord John Russell
- Viscount Simon
- Sir Martin Sorrell
- Very Rev Victor Stock
- Sir Edward Sullivan
- Prince Augustus Frederick, Duke of Sussex
- Professor Alan M. Taylor
- Dame Kiri Te Kanawa
- William Makepeace Thackeray
- William Thomson, 1st Baron Kelvin
- Jeremy Thorpe
- Sir David Walker
- Chaim Weizmann
- H. G. Wells
- Richard Grosvenor, 2nd Marquess of Westminster
- Dame Jo Williams
- Tony Wright, former Labour MP
- Paul Scofield

## Fordítás
Ez a szócikk részben vagy egészben  a   Reform Club című angol Wikipédia-szócikk ezen változatának fordításán alapul.  Az eredeti cikk szerkesztőit annak laptörténete sorolja fel. Ez a jelzés csupán a megfogalmazás eredetét és a szerzői jogokat jelzi, nem szolgál a cikkben szereplő információk forrásmegjelöléseként.